# Bój o Bożą Górę
Bój o Bożą Górę – obrona Bożej Góry przed Niemcami w czasie kampanii wrześniowej w dniu 1 września 1939 roku przez Oddział Wydzielony Wodzisław w składzie Armii „Kraków”, w sile 3 szwadronu 3 pułku ułanów i plutonu piechoty 3 pułku Strzelców Podhalańskich Wojska Polskiego, wsparty jednostkami obrony terytorialnej głównie z Wodzisławia Śląskiego. Bój o Bożą Górę uważany jest za część bitwy pszczyńskiej.
W założeniach dowódców Armii „Kraków”, a w szczególności gen. Jana Sadowskiego dowodzącego Grupą Operacyjną „Śląsk” celem działań operacyjnych Wojska Polskiego w powiecie rybnickim było opóźnienie natarcia sił niemieckich. Ponadto przed obrońcami pozycji przesłaniających, tj. Rybnika, Żor i Bożej Góry na granicy Mszany i Jastrzębia, postawiono zadanie prowadzenia skutecznej obrony przy jednoczesnym zachowaniu garnizonu polskiego.

## Obrona
Po zajęciu Wodzisławia kolumna niemieckiej 5 Dywizji Pancernej kierowała się w stronę Pszczyny. Na Bożej Górze jednostki Oddziału Wydzielonego Wodzisław weszły w kontakt a następnie walkę z Niemcami około 8:30-9:00 rano. Niemcy usiłujący z marszu sforsować polskie pozycje, zostali jednak przez Polaków zatrzymani. Walka z przeważającymi siłami Niemców pod Bożą Górą trwała do około 13:00. Okrążani żołnierze polscy zmuszeni zostali do wycofania się na pozycje polskie pod Pszczyną.
Jednak cele operacyjne zostały przez Polaków osiągnięte. Niemiecka 5 Dywizja Pancerna oraz 53 pułk piechoty w dniu 1 września zdobyły jedynie ziemie powiatu rybnickiego i dały czas do zorganizowania obrony powiatu pszczyńskiego na zasadniczej linii obrony. Ułani z OW Wodzisław z jednym działkiem przeciwpancernym wraz z jednostkami samoobrony w sile 200 ludzi, stawiali opór początkowo batalionowi następnie całemu pułkowi pancernemu Wehrmachtu.
W wyniku boju gros sił grupy południowej niemieckiej 5. Dywizji Pancernej (z artylerią) był zatrzymany na kilka godzin w okolicach Mszany i Wodzisławia.
Bój o Bożą Górę, to jeden z zapomnianych epizodów walki o granicę 1 września 1939 r. stał się również kanwą licznych nieporozumień. Np. Józef Kuropieska twierdził, że straty 3 szwadronu wynosiły aż 60 ułanów i 100 koni, choć faktycznie najnowsze ustalenia historyków pozwalają twierdzić, że śmierć poniosło jedynie 5 żołnierzy rotmistrza.